# Jesu Kristi kyrka av sista dagars heliga, Gävle
Jesu Kristi kyrka av sista dagars heliga i Gävle är en kyrkobyggnad i Gävle.

## Historia
Gävle församling är en av de allra första mormonförsamlingarna i Sverige och invigdes på 1850-talet.
Den 26 juli 1850 kom den förste mormonmissionären, John E. Forsgren, till Sverige. Forsgren, som var född i Gävle, var den förste skandinav som blev mormon. Forsgren förföljdes av stadens myndigheter och tvingades lämna landet.